# Падевий токсикоз
Падевий токсикоз — це незаразна хвороба бджіл. Вона виникає при харчуванні бджілами падевого меду. Він викликає розлад травлення і в результаті загибель бджіл і личинок. В основному хвороба виникає у період зимівлі бджіл. Але також має місце  малопомітна загибель бджіл улітку, під час збирання паді
Склад токсинів, що містяться в паді, залежить від виду рослин, комах, які виділяють падь. Також падевий мед можуть збагачувати токсинами деякі види цвілевих грибів.
Падевий токсикоз діє на нервову систему та паралізує бджолу. У матки скорочується яйцекладка до повного її припинення.
Основна ознака хвороби, це наявність падевого меду у вулику(темно-коричневий, з присмаком металу, без аромату).
Улітку хворі бджіли, під дією токсиків падевого меду, мають збільшене черевце. Узимку бджоли тривожаться, а біля льотків та на дні вулика знаходять багато загиблих бджіл. Із вулика може йти гнильний запах.